# بروس ماسون
بروس ماسون (بالإنجليزية: Bruce Mason)‏ هو عالم أسترالي، ولد في 1945.